# Hiroshi Moriyasu
Hiroshi Moriyasu (født 29. januar 1972) er en tidligere japansk fodboldspiller.
Han har spillet for flere forskellige klubber i sin karriere, herunder Sagan Tosu.